# Ich und meine Maske
Ich und meine Maske è il terzo album da solista del rapper tedesco Sido. In Germania, Austria e Svizzera ricevette il disco d'oro.

## Tracce
CD 1
1. Intro – 1:02
2. Wieder zurück – 3:49
3. Halt dein Maul – 3:21
4. Skit 1 – 1:09
5. Ich und meine Maske – 3:59
6. Pack schlägt sich (feat. Azad) – 3:10
7. Skit 2 – 0:54
8. Augen auf – 3:50
9. Herz – 4:27
10. Skit 3 – 0:43
11. Strip für mich (feat. Kitty Kat) – 4:21
12. Carmen – 3:46
13. Skit 4 – 0:37
14. Scheiss drauf – 4:24
15. Unser Leben (feat. Fler und Shizoe) – 4:31
16. Nein! (feat. Doreen) – 4:03
17. Schule (feat. Alpa Gun & Greckoe) – 3:50
18. Jeder kriegt, was er verdient (feat. Tony D)– 2:45
19. Danke – 4:46
20. Aggrokalypse (feat. B-Tight, Fler und Kitty Kat)– 4:31

CD 2
1. Intro – 1:36
2. Ich bin so Gaga (feat. Bass Sultan Hengzt) – 4:12
3. Tage (feat. Harris und Pillath) – 4:58
4. Beweg dein Arsch (feat. Kitty Kat & Tony D) – 3:28
5. Wenn die Bosse reden (feat. B-Tight) – 4:50
6. Ich und meine Katze (feat. Kitty Kat)– 3:25
7. Deine Eltern – 4:38
8. Kanacks & Hools (feat. Joe Rilla) – 4:45
9. Meine Gang  (feat. Sektenmuzik) – 4:01
10. Halt dein Maul "Remix" (feat. Kitty Kat, Willi Murda & Automatikk) – 3:21